# Peter Fonda
Peter Fonda (født 23. februar 1940, død 16. august 2019) var en amerikansk skuespiller, der særlig er kendt fra filmen Easy Rider (1969).

## Karriere
Sammen med Dennis Hopper skrev Peter Fonda manuskript til Easy Rider, som han også havde en hovedrolle i, foruden at han stod for produktionen. Filmen, der havde et meget beskedent budget, blev både kommercielt og anmeldermæssigt en stor succes, blandt andet ved Filmfestivalen i Cannes.
Han medvirkede i flere end 100 film og tv-serier, men sjældent højt profilerede, med genindspilningen af 3:10 to Yuma (2007) som en undtagelse. Desuden skrev han yderligere enkelte manuskripter samt instruerede og producerede et par film gennem en mere end 50 år lang karriere.
Han led de sidste år af sit liv af lungekræft.

## Familie
Peter Fonda var ud af en skuespillerfamilie som søn af Henry Fonda og yngre bror til Jane Fonda, der begge nok kan siges at have haft større karrierer end Peters. Hans datter, Bridget Fonda, er ligeledes skuespiller.

## Filmografi (ufuldstændig)
- De vilde engle (1966)
- Easy Rider (1969)
- Dirty Mary, Crazy Larry (1974)
- Nadja (1994)
- Ulee's Gold (1997)
- Wild Hogs (2007)
- 3:10 to Yuma (2007)
- Ghost Rider (2007)